# Sompérékou
Sompérékou ou Somprékou ou encore Sompéroukou est un des dix arrondissements de la commune de Banikoara située dans le département de l'Alibori au nord-est du Bénin. 

## Géographie

### Administration
C'est un arrondissement qui comprend  sept villages : Poto, Simpérou, Simpérou-Peulh, Sompérékou A, Sompérékou B, Sompérékou-Peulh, Kégamonrou,,,,,,,,,.

## Population et Société
Sa population s'élevait à 25402 habitants selon un rapport de février 2016 de l'Institut National de la Statistique et de l'Analyse Économique (INSAE) du Bénin intitulé Effectifs de la population des villages et quartiers de ville du Bénin (RGPH-4, 2013).